# Кармышева, Балкис Халиловна
Балкис (Бэлькис) Хали́ловна Кармышева (13 июля 1916, Кульджа, провинция Синьцзян, Китай — 9 октября 2000, Москва) — советский и узбекский этнограф-тюрколог, доктор исторических наук (1978, по монографии). Научный сотрудник Института истории АН ТаджССР (1945—1956), Института этнографии АН СССР (с 1956). Научный интерес: коренные народы Средней Азии, Казахстана, Урала.

## Биография
Родилась в многодетной татарской семье служащего частной торговой фирмы. В 1930 отец был арестован и сослан на Колыму.
Жила в Андижане (Узбекистан), работала на текстильном комбинате, в сельсовете, в заповеднике Аксу-Джабаглы (Чимкентская область КазССР), метеонаблюдателем, учителем.
В 1946 окончила Ташкентский университет по кафедре археологии М. Е. Массона. Затем жила в Душанбе, где работала в Институте истории, археологии и этнографии Таджикского филиала АН СССР под рук. А. А. Семенова.
В 1950 поступила в аспирантуру при Институте этнографии АН СССР в Ленинграде (научный руководитель — Потапов Л. П.).
Вернувшись после окончания аспирантуры в Душанбе, проработала в указанном институте до 1956, сначала учёным секретарём, а затем старшим научным сотрудником.
Издала около 60 работ. Основная тема: взаимоотношения оседлого населения Среднеазиатского междуречья с кочевым (первая монография — «Узбеки-локайцы Южного Таджикистана»).
Автор статей «Кочевая степь Мавераннахра и её население в конце XIX — начале XX века (по этнографическим данным)» 1976, «О торговле в восточных бекствах Бухарского ханства в начале XX в. В связи с хозяйственной специализацией (по этнографическим данным)» 1979, монографии «Очерки этнической истории южных районов Таджикистана и Узбекистана (по этнографическим данным)» 1976.
Впервые четко сформулировала мысль о том, что «одним из существенных факторов, определивших весь ход экономического, политического, культурного и этнического развития Мавераннахра эпохи феодализма, было тесное взаимодействие оседлого населения оазисов и так называемой кочевой степи».
Доказала, что «кочевая степь» была не только за пределами Мавераннахра, но и «внутри его самого», где оазисы перемежались с обширными степными и полупустынными районами.
Практически первой стала разрабатывать проблему формирования этнического состава населения Таджикистана и Узбекистана.
В работе «Очерки этнической истории южных районов Узбекистана и Таджикистана (по этнографическим данным)» дана практически полная картина истории формирования населения Восточной Бухары и всего Среднеазиатского междуречья.
Одной из первых стала изучать узбекские племена: локайцев, тюрков, карлуков, конгратов и др.
В последние годы работала над подготовкой к печати дневниковых записей своей матери Галии Шахмухаммад-кызы Кармышевой «Мемуары. К истории татарской интеллигенции (1880—1930-е годы)».
Сестра - Нурания Халиловна Кармышева.

## Основные работы
Книги
- Узбеки-локайцы Южного Таджикистана. Душанбе, 1954;
- Очерки этнической истории южных районов Таджикистана и Узбекистана / АН СССР. Ин-т этнографии. М.: Наука, 1976, 323 с. (Защ. как докт. дисс.)
- Исламизированное шаманство народов Средней Азии и Казахстана. М., 1992. (в соавт. с В. Н. Басиловым)
- Каратегинские киргизы / отв. ред. С. С. Губарева, С. Н. Абашин; сост. авт. вступ. ст. и слов. мест. терминов С. С. Губарева; Рос. акад. наук, Ин-т этнологии и антропологии им. Н. Н. Миклухо-Маклая. — М. : Наука, 2009. — 283 с.

Статьи
- Среднеазиатские арабы // Народы Средней Азии и Казахстана. Т. 2. М.: 1963. С. 582—596.
- Таджикско-узбекский народный географический термин вилаят // Этнография имен. М., 1971. С. 212—218.
- Следы средневековых этнонимов и антропонимов в узбекских генеалогиях // Ономастика Средней Азии. М., 1978. С 18-27.
- Кочевая степь Мавераннахра и её население в конце XIX — начале XX в.: (По этнографич. данным) // Советская этнография. 1980, № 1. С. 46-55;
- Архаическая символика в погребально-поминальной обрядности узбеков Ферганы // Древние обряды, верования и культы народов Средней Азии (историко-этнографические очерки). М, 1986;
- К вопросу о культовом значении конных игр в Средней Азии // Прошлое Средней Азии (археология, нумизматика и эпиграфика, этнография). Душанбе, 1987.
- К вопросу об украшениях из птичьих перьев у народов Средней Азии и Казахстана // Этническая история и традиционная культура народов Средней Азии и Казахстана. Нукус, 1989;
- Этническая история туркмен Среднеазиатского междуречья // Туркмены в Среднеазиатском междуречье. Ашхабад, 1989;
- Узбеки племени кыргыз в Среднезеравшанской долине // Этнографическое обозрение. 1997. № 2;
- Этнические процессы у населения горной зоны Средней Азии в новое время // Проблемы этногенеза и этнической истории народов Средней Азии и Казахстана. Вып. 3. Этнография. М., 1999;
- Узбеки племени кыргыз в Среднезеравшанской долине // Этнографическое обозрение. 1997. № 2;
- Основные виды переносного жилища узбеков // Кочевое жилище народов Средней Азии и Казахстана. М., 2000;
- Комментарий к разделу «Свадебные обряды у киргизов» Ф. А. Фиельструпа // Антропологические и этнографические сведения о населении Средней Азии. М., 2000 (в соавт. с С. С. Губаевой).

Редактор
- Из обрядовой жизни киргизов начала XX в. / В. А. Фиельструп; Отв. ред. Б. Х. Кармышева, С. С. Губаева ; Ин-т этнологии и антропологии им. Н. Н. Миклухо-Маклая. — М. : Наука, 2002. — 300 с. : ил. — ISBN 5-02-008775-0.